# Gunnhild Øyehaug

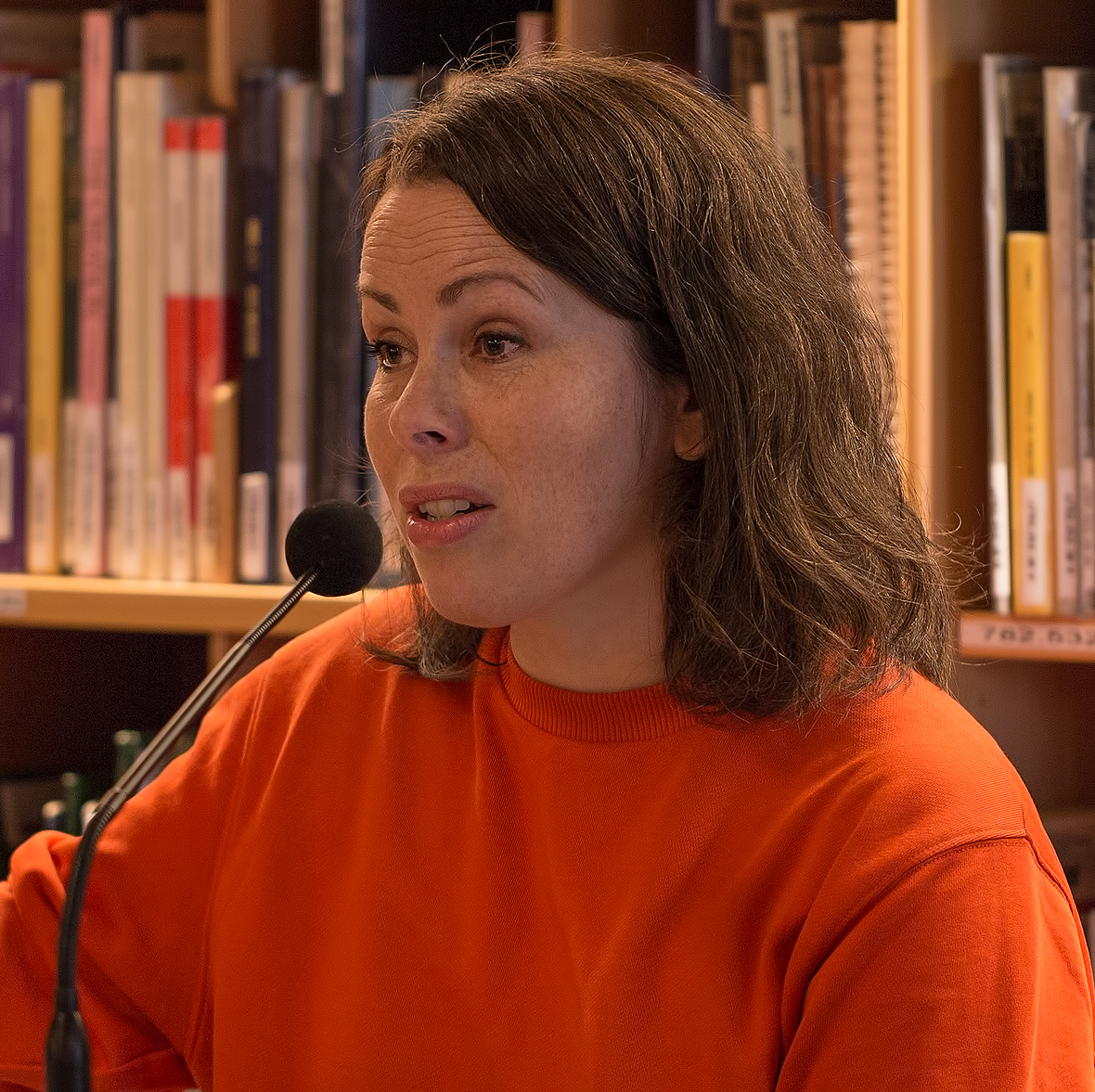

Gunnhild Øyehaug, född 9 januari 1975 i Volda, Norge, är en norsk författare.
Øyehaug är universitetslektor i litteraturvetenskap och lärare vid Skrivekunst-akademiet i Hordaland. Hon debuterade år 1998 med diktsamlingen Slaven av blåbæret. 2004 nominerades hennes novellsamling Knutar till Bragepriset och vann Bergensprisen. 
Øyehaug tog sin universitetsexamen i litteraturvetenskap vid Universitetet i Bergen. Hon har varit medredaktör för den litterära tidskriften Vagant samt litteraturkritiker för tidningarna Morgenbladet och Klassekampen. Hon var tillsammans med Olaug Nilssen redaktör för litteraturtidskriften Kraftsentrum.
Øyehaugs debutroman Vente, blinke gavs ut år 2008, och boken kårades till årets bok av Morgenbladets läsare år 2009, och boken filmatiserades 2005 under regi av Yngvild Sve Flikke under titeln Kvinner i for store herreskjorter (Kvinnor i för stora herrskjortor). 

## Översättningar
- Sonja Åkesson: 11 dikt om einsemd (2009)
- Christophe Tarkos: Kasser (m. Cathrine Strøm, 2011)

## Priser
- Bjørnsonstipendet 2006
- Tanums kvinnestipend 2007
- Nynorsk litteraturpris 2008
- Doblougprisen 2009
- Sult-prisen 2009
- Prins Eugens Kulturpris 2010